# Corey Hertzog
Corey James Hertzog (* 1. August 1990 in Reading, Pennsylvania) ist ein US-amerikanischer Fußballspieler auf der Position eines Stürmers. Seit 2016 steht, der in seiner Jugend sehr erfolgreiche Angreifer, im Aufgebot des USL-Franchise Pittsburgh Riverhounds.

## Karriere

### Jugendkarriere
Der im Sommer 1990 in der Stadt Reading im US-Bundesstaat Pennsylvania geborene Hertzog wuchs neben seiner älteren Schwester Danielle und seinen Eltern Ralph und Susan Hertzog auch in seiner Geburtsstadt auf. Dort besuchte er nach der Grund- und der Mittelschule die ebenfalls in Reading ansässige Antietam Middle Senior High School, wo er für das dortige Herrenfußballteam auflief. Parallel dazu spielte Corey Hertzog, der sich bereits im Kindesalter dem Fußballsport widmete, beim lokalen Jugendausbildungsverein Rage Soccer Club, bei dem er mitunter auch einige Erfolge feiern konnte. Während seiner gesamten High-School-Zeit erzielte der gelernte Stürmer 107 Meisterschaftstore, wobei er unter anderem auch Torschützenkönig in den U-14-, U-15- und U-16-Teams wurde. 2006 und 2007 führte er die Torschützenliste des Berks County an und war zur selben Zeit für zwei Jahre Kapitän sowie MVP seines Teams. Als Freshman startete er für die Single A State Champion Mountaineers, wo er zu einer speziellen Ehrung gelang. Nach seinen Sophomore-, Junior- und Senior-Spielzeiten wurde er als All-Berks Division IV geehrt und schaffte es zudem in seinem letzten Jahr ins Pennsylvania All-State Team. Neben Wahlen zum High School Sports Magazine Player of the Year und zum Army Player of the Month wurde er 2006 fürs Super Y League North American Finals First Team ausgewählt. Vier aufeinanderfolgende Jahre wurde der torgefährliche Nachwuchsstürmer auch für die United Soccer Leagues Super Y League ODP National Camps ausgewählt. Nach einer erfolgreichen High-School-Karriere begann für das engagierte junge Stürmertalent mit dem Jahre 2008 und der Aufnahme an der Pennsylvania State University auch eine ebenso erfolgreiche Karriere im universitätseigenen Herrenfußballteam.
Beim Fußballteam der Nittany Lions, wie die Sportabteilung der Penn State auch genannt wird, fand Hertzog in seinem ersten Jahr, dem Freshman-Jahr, nur langsam. Bei fünf Einsätzen von Beginn an und insgesamt 17 Meisterschaftseinsätzen im Laufe der gesamten Partie reichte es für den einstigen High-School-Torjäger bis zum Saisonende für lediglich zwei Treffer. Seine beiden Treffer erzielte er in einer einzigen Begegnung, einem 3:2-Erfolg über das Team der Ohio State University am 11. Oktober 2008. Während dieses Jahres wurde er von drei verschiedenen Parteien jeweils einmal zum „Spieler der Woche“ gewählt. Das darauffolgende Sophomore-Jahr verlief für Corey Hertzog und seine Nittany Lions um einiges vielversprechender als noch die vorhergegangene Spielzeit. Dabei führte der torgefährliche Stürmer die Big Ten in Toren (11) und Scorerpunkten (28) an und war auch sonst sehr erfolgreich. So bekam er einige Auszeichnungen, wie zum Beispiel die Wahl ins Penn State Classic All-Tournament Team oder ins Big Ten Tournament All-Tournament Team. Weitere Auszeichnungen und Ehrungen waren in diesem Jahr unter anderem die Wahl zum Big Ten Tournament Offensive Most Valuable Player, die Wahl ins Second Team All-Big Ten oder als Teamerfolg die Wahl der Mannschaft zur TopDrawerSoccer.com Men’s College Team of the Season, mitsamt einer ehrenvollen Erwähnung. Innerhalb der Mannschaft rangierte er in den Kategorien „Assist“, „Schüsse“, sowie „Schüsse aufs Tor“ jeweils mit sechs Torvorlagen, 66 Schüssen und 30 Torschüssen auf Rang 2. Während er 2008 nur in wenigen Spielen startete, avancierte Hertzog ab 2009 zu einem Stammakteur in seiner Mannschaft und startete bei seinen insgesamt 22 Einsätzen in 17 Begegnungen. In der Saison 2010 stellte der torgefährliche Angreifer gleich mehrere Rekorde auf und erhielt zahlreiche namhafte Auszeichnungen und Ehrungen. Durch seine erbrachten Leistungen in diesem Spieljahr erhielt Hertzog nationale Aufmerksamkeit, dabei unter anderem auch von den Verantwortlichen der Major League Soccer.
In diesem Jahr ging Hertzog unter anderem mit seinem Teampartner, dem Brasilianer Matheus Braga, der im Laufe der Saison insgesamt 17 Torvorlagen beisteuerte, eine Offensivpartnerschaft ein. Jedoch wurde der Stürmer auch von seinen anderen Mitspielern tatkräftig unterstützt, wobei er bis zum Ende des Spieljahres auf eine sehenswerte Bilanz von 20 Toren, 46 Scorerpunkten, 2,09 Punkten/Spiel, 115 Schüssen und 47 Torschüssen kam. Dabei führte er die National Collegiate Athletic Association in Toren, Scorerpunkten und Punkten pro Spiel klar an und stellte zudem einen Universitätsrekord an der Penn State, da noch niemand zuvor eine solche Anzahl an Schüssen in einer Saison abgab. Einen weiteren Rekord stellte er innerhalb der Big Ten Conference mit seinen 20 Treffern auf, wo er einen bisher bestehenden Rekord egalisierte. Neben der zwölffachen Nennung zum „Spieler der Woche“ bzw. ins „Team der Woche“ konnte der 1,83 m große Angreifer auch zahlreiche andere Auszeichnungen entgegennehmen, darunter die Wahl zum Wolstein Classic Tournament Most Valuable Player oder die Wahl zum Big Ten Player to Watch. Nachdem er bereits im Vorjahr darin vertreten war, wurde er auch 2010 ins Penn State Classic All-Tournament Team gewählt und war wie im Vorjahr auch im Big Ten Tournament All-Tournament Team des Jahres 2010. Zudem wurde Corey Hertzog einstimmig ins First Team All-Big Ten gewählt und war außerdem noch im Goal.com First Team National Team of the Season oder im TopDrawerSoccer.com First Team National Team of the Season vertreten. Zusätzlich wurde der talentierte Stürmer auch noch als College Soccer News First Team All-American, als Soccer America First Team MVP, als Philly Soccer News Player of the Year, als TopDrawerSoccer.com National Player of the Season, als NSCAA First Team All-Great Lakes Region oder als NSCAA Second Team All-American ausgezeichnet. Des Weiteren war er Halbfinalist um den Erhalt der Hermann Trophy, die jährlich an den besten männlichen und weiblichen Collegefußballspieler vergeben wird.

### Vereinskarriere
Bereits während der Saisonpause an der Universität spielte Corey Hertzog in der Off-Season bei einem US-amerikanischen Amateurverein, in Hertzogs Fall bei seinem Heimatverein Reading United in der als viertklassig anzusehenden USL Premier Development League (PDL). In der PDL kam er bereits 2009 zu vier Ligaeinsätzen, wobei er allerdings insgesamt nur rund 39 Spielminuten am Rasen stand und dabei lediglich zwei Schüsse abgab. Mit der Mannschaft rangierte er im Endklassement des Spieljahres 2009 auf Platz 1 der Mid Atlantic Division der Eastern Conference, was einen Platz in den Divisional Finals bedeutete, wo die Mannschaft allerdings knapp mit 1:2 gegen die Cary Clarets ausschieden. 2010 kehrte Hertzog erneut in die Mannschaft zurück und konnte mit dem Team denselben Erfolg wie im Vorjahr feiern. Mit dem Team gewann Hertzog, jedoch mit mehr Einsätzen, erneut die Mid Atlantic Division der Eastern Conference und war somit erneut in den Finals vertreten. Über die Conference Semifinals und die Conference Finals schaffte es Reading United bis in die PDL Semifinals, wo der Klub allerdings den Portland Timbers U23s mit 1:2 unterlagen. Das anschließende Spiel um Platz 3 wurde nach einem 2:2-Remis gegen die Baton Rouge Capitals im Elfmeterschießen zu Gunsten der Kontrahenten entschieden. In diesem Spieljahr wurde Corey Hertzog in acht Meisterschaftsspielen eingesetzt, absolvierte 515 Ligaminuten, erzielte vier Tore, gab 20 Schüsse ab und legte ein Tor für seine Teamkollegen vor. Bei Reading United spielte er vereinzelt auch auf der Position eines Mittelfeldspielers.
Am 22. Dezember 2011 gab Corey Hertzog seine Absicht bekannt, auf sein Senior-Jahr an der Penn State zu verzichten, um so auch für den MLS SuperDraft 2011 teilberechtigt zu sein. Zudem teilte er mit, einen Generation-Adidas-Vertrag unterzeichnet zu haben. Laut Medienberichten arbeitete Philadelphia Union an einem sogenannten „Homegrown Player Contract“ für Hertzog, ehe sie jedoch mit dem Vertrag scheiterten; stattdessen entschloss sich der Stürmer dazu sich dem Draft anzuschließen. Beim MLS SuperDraft 2011 wurde er schließlich als 13. Pick in der ersten Runde zu den New York Red Bulls gedraftet, nachdem er anfangs als einer der Topkandidaten gehandelt wurde. Sein Profidebüt gab der engagierte Stürmer schließlich am 26. März 2011 bei einem 0:0-Remis gegen die Columbus Crew, als er wenige Minuten vor Schluss für Luke Rodgers auf den Rasen kam. Weitere Meisterschaftseinsätze folgten für den Topjugendspieler im Mai und im Juni 2011, wo er allerdings immer nur als Ersatzspieler agierte; in insgesamt 19 weiteren Ligapartien saß Corey Hertzog ohne Einsatz auf der Ersatzbank der Red Bulls. Am 28. Juni 2011 absolvierte er sein erstes Spiel von Beginn an für die NYRBs, als er beim 2:1-Erfolg im Lamar Hunt U.S. Open Cup des Jahres 2011 über den FC New York auch gleichzeitig seinen ersten Treffer für die Mannschaft erzielte. Nach einem Platz im Tabellenmittelfeld im Endklassement 2011 konnte sich Hertzog, der über die gesamte Saison hinweg in fünf Ligaspielen eingesetzt wurde und dabei gerade einmal knapp 35 Spielminuten absolvierte, im Spieljahr 2012 noch nicht wirklich durchsetzen. Stattdessen kam er, wie oftmals auch schon im vorhergegangenen Spieljahr, zumeist für die Red Bulls Reserves, das Reserveteam des MLS-Franchises, in der MLS Reserve Division zum Einsatz. Im Januar 2013 wechselte er zum Ligakonkurrenten Vancouver Whitecaps.

## Erfolge

### Erfolge an der Penn State
| - Penn-State-Rekordhalter in der Kategorie „Schüsse“: 115 Schüsse im Jahre 2010 - Big-Ten-Rekordhalter in der Kategorie „Tore“: 20 Tore im Jahre 2010 (Egalisierung) - NCAA-Führender in Toren, Punkten und Punkten/Spiel: 20 Tore, 46 Punkte und 2,09 Punkte/Spiel im Jahre 2010 - 1 × Wahl zum „NSCAA Second Team All-American“ im Jahre 2010 - 1 × Wahl zum „NSCAA First Team All-Great Lakes Region“ im Jahre 2010 - 1 × Wahl zum „TopDrawerSoccer.com National Player of the Season“ im Jahre 2010 - 1 × Wahl zum „Philly Soccer News Player of the Year“ im Jahre 2010 - 1 × Wahl zum „Soccer America First Team MVP“ im Jahre 2010 - 1 × Wahl zum „College Soccer News First Team All-American“ im Jahre 2010 - 1 × Wahl zum „TopDrawerSoccer.com First Team National Team of the Season“ im Jahre 2010 | - 1 × Wahl zum „Goal.com First Team National Team of the Season“ im Jahre 2010 - 1 × Wahl ins „First Team All-Big Ten“ im Jahre 2010 - 1 × Wahl ins „Wolstein Classic Tournament Most Valuable Player“ im Jahre 2010 - 1 × Wahl zum „Big Ten Player to Watch“ im Jahre 2010 - 1 × Wahl ins „Second Team All-Big Ten“ im Jahre 2009 - 1 × Wahl zum „TopDrawerSoccer.com Men's College Team of the Season“ (Honorable Mention) im Jahre 2009 - 1 × Wahl zum „Big Ten Tournament Offensive Most Valuable Player“ im Jahre 2009 - 2 × Wahl ins „Big Ten Tournament All-Tournament Team“ in den Jahren 2009 und 2010 - 2 × Wahl ins „Penn State Classic All-Tournament Team“ in den Jahren 2009 und 2010 - sowie zahlreiche namhafte kleinere Erfolge, wie Wahlen zum „Spieler der Woche“, ins „Team der Woche“ etc. |

### Erfolge bei Reading United
- 2 × Platz 1 in der Mid Atlantic Division der Eastern Conference: 2009 und 2010